# Montaccio di Pennes
Il Montaccio di Pennes in tedesco Tatschspitze (2 526 m s.l.m.) è una vetta delle Alpi Sarentine.
Il Montaccio di Pennes è raggiungibile dal passo omonimo.